# Dick Urban Vestbro
Dick Urban Vestbro, född 24 april 1940 i Solna församling, Stockholms län, död 16 juni 2019 i Stockholms Sofia distrikt, Stockholms län, var en svensk arkitekt.
Vestbro avlade arkitektexamen vid Kungliga Tekniska högskolan 1965 och blev teknologie doktor i byggnadsfunktionslära vid Lunds tekniska högskola 1975. Han var anställd vid Kungliga Tekniska högskolan från 1973, blev docent 1985 och var professor där 1999–2005. Hans forskning har i hög grad varit inriktad på kollektivhus. Han var ordförande i Architects Designers Planners Social Responsibility-International 1998–2008, Cohousing Now i Sverige 2006–2009 och sekreterare i Architecture Sans Frontières-International 2007–2009.
Vestbro började 1962 att engagera sig i könsrollsfrågor och anslöt sig året därpå till Fredrika Bremer-förbundet. Han tillhörde även Grupp 222 och efter att ha flyttat till Lund tog han 1967 initiativ till en motsvarighet där vilken kom att benämnas Grupp 10. Tillsammans med Iréne Matthis, som han lärt känna under sin tid i Clarté, gav han 1971 ut antologin Kvinnokamp: för en revolutionär kvinnorörelse, vilken kom att användas som studiebok inom Grupp 8. I ett bokens kapitel gjorde han en omvärdering av sitt tidigare engagemang inom det borgerliga Fredrika Bremer-förbundet och inriktade därefter på att stödja kvinnokrav inom dåvarande Vänsterpartiet Kommunisterna och uppmuntra kvinnor till att åta sig förtroendeuppdrag inom de organisationer inom vilka han verkade. Han var under 1960- och 1970-talen starkt engagerad i olika solidaritetsgrupper som verkade för befrielserörelserna i södra Afrika, däribland de lokala Sydafrikakommittéerna/Afrikagrupperna i Lund och Stockholm. Vestbro bodde i kollektivhuset Tullstugan från år 1996.  Han var ledamot av Stockholms kommunfullmäktige för Vänsterpartiet 1991–2002.